# Stefano II di Blois
Stefano II Enrico di Blois in francese: Étienne II Henri de Blois (1045 circa – Ramla, 19 maggio 1102) fu conte di Blois, Châteaudun, Chartres e Meux, oltre che signore di Sancerre, dal 1089 alla sua morte.

## Origine
Stefano Enrico, secondo la Genealogica ex Stirpe Sancti Arnulfi descendentium Mettensis, era il figlio primogenito del conte di Blois, Chartres, Châteaudun, Tours, Provins e Reims, dal 1004, conte di Champagne (conte di Troyes e conte di Meaux), Tebaldo e, come riportano gli Actus pontificum Cenomannis, di Gersenda o Gondrada, figlia femmina secondogenita del conte del Maine, Eriberto I (come risulta dall'Actus pontificum Cenomannis, cap. XXXII, Gesta Domini Arnaldi Episcopi in cui, viene detto che il marito di Gersenda, definita figlia di Eriberto (filia Herberti) non governò il Maine, ma lo passò al figlio, Ugo sotto la tutela di Goffredo di Mayenne) e della moglie, di cui non si conosce né il nome né la casata.
Tebaldo, secondo il Hugonis Floriacensis, Liber qui Modernorum Regum Francorum continet Actus 10, era il figlio primogenito del conte di Blois, Chartres, Châteaudun, Tours, Provins e Reims, dal 1004, conte di Champagne (diciassettesimo conte di Troyes, ottavo conte di Meaux), Oddone II di Blois e di Ermengarda d'Alvernia, che, secondo la Genealogiae comes Flandriae era figlia del conte d'Alvernia, Guglielmo IV e della moglie Humberge (o Ermengarda), figlia di Etienne de Brioude, conte di Gévaudan e Forez, nell'Aquitania orientale e della sua seconda moglie (il matrimonio, avvenuto prima del 960 è confermato dal Cartulaire de l'abbaye de Saint-Chaffre du Monastier et Chronique de Saint-Pierre du Puy), Adelaide d'Angiò (ca 942-1026), figlia del conte d'Angiò e poi, conte di Nantes e duca di Bretagna, Folco II e di Gerberga (che il nome della madre fosse Gerberga è confermato dal documento è il n° II del Cartulaire de l'abbaye de Saint-Aubin d'Angers, Tome I, dove suo fratello, Goffredo Grisegonelle dichiara di essere figlio di Folco e Gerberga (patris mei Fulconis, matris quoque meæ Gerbergæ) di cui non si conoscono con certezza gli ascendenti.

## Biografia
Era stato battezzato Enrico, poi però venne rinominato Stefano.
Dopo la morte dello zio, il conte di Champagne (e conte di Meaux, di Troyes) e conte di Vitry, Stefano, (Stephani comitis palatini), che, secondo gli Obituaires de Sens Tome II, Eglise cathédrale de Chartres, Livre d'Anniversaires mid-xiii siècle, avvenne il 19 maggio (XIV Kal Jun) del 1047 o 1048, suo padre,  Tebaldo divenne reggente delle contee di Meaux, di Troyes, e di Vitry, per conto del giovane nipote, Oddone III, ancora minorenne.
Il nipote, qualche anno dopo, pare a seguito dell'omicidio di un nobile della contea di Champagne, si dovette rifugiare in Normandia e Tebaldo ne approfittò per appropriarsi dei titoli e delle terre del nipote, che alla fine abdicò e Tebaldo, circa nel 1066, divenne anche conte, Tebaldo I di Champagne che, distintosi come protettore di abbazie, favorì la riforma monastica.
Nel 1080, a Chartres, Stefano Enrico sposò Adele d'Inghilterra, figlia del duca di Normandia e re d'Inghilterra, Guglielmo il Conquistatore e di Matilde delle Fiandre.
Il matrimonio viene confermato, oltre che dall'Hugonis Floriacensis, Liber qui Modernorum Regum Francorum continet Actus, anche da Guglielmo di Jumièges, da Matteo di Parigi, che la descrive come una donna molto pia e da Guglielmo di Malmesbury, che ce la presenta come una donna molto intraprendente e decisa; Orderico Vitale ci narra che il padre di Adele, Guglielmo il Conquistatore, volendo allearsi con il conte di Blois, quest'ultimo chiese la mano di Adela per il proprio figlio, Stefano Enrico; accettata la proposta, il fidanzamento fu concordato a Breteuil e, nel 1081, il matrimonio fu celebrato a Chartres.
Suo padre, Tebaldo (Tebaldus comes Carnotensium) morì, nel 1089, secondo gli Obituaires de Sens Tome II, Abbaye de Saint-Père-enVallée, il 30 settembre (II Kal Oct), e, secondo la Chronica Albrici Monachi Trium Fontium fu sepolto a Épernay.
Alla sua morte, secondo il Hugonis Floriacensis, Liber qui Modernorum Regum Francorum continet Actus 11, Stefano Enrico, il primogenito, ereditò la contea di Blois e la contea di Meaux, mentre la contea di Troyes, andò a Ugo; Ugo, in effetti ereditò la contea di Troyes, dopo la morte, nel 1093, del secondogenito, Oddone, mentre nel 1089, aveva ereditato la contea di Bar-sur-Aube.
Il documento n° LXV, del 1089, della Histoire des Ducs et des Comtes de Champagne, inerente ad una donazione in suffragio delle anime dei genitori (Theobaldi comitis patris mei et matris meæ Gundreæ), Stefano Enrico si firma col titolo di conte (Stephanus comes), assieme alla moglie, Adele (Alae, uxoris meae), e alla matrigna Alice (Alae, uxoris Thebaudi, comitis).

### La prima crociata
Fu uno dei leader della prima crociata e partì per la Terra santa, nel settembre del 1096, assieme al cognato, il duca di Normandia, Roberto II, alla guida di un contingente di anglo-normanni e britanni.
Secondo Orderico Vitale, passando per Roma, i crociati guidati da Roberto resero visita a papa Urbano II, mentre Guglielmo di Malmesbury narra che incontrarono il papa a Lucca e proseguirono per Roma.
Svernarono nel sud d'Italia e si imbarcarono a Brindisi, il 5 aprile 1097, arrivando, alla metà di maggio, a Costantinopoli, dove sostarono una quindicina di giorni e proseguirono per Nicea, dove, arrivati il 1º giugno, parteciparono all'assedio della città. Roberto portò avanti l'assedio sino alla resa di Nicea, il 19 giugno, al contingente bizantino. L'assedio viene descritto nei particolari dal canonico e custode della chiesa di Aquisgrana, il cronachista della Prima Crociata, Alberto di Aquisgrana. 
Attraversata l'Asia Minore, conquistando diverse città, partecipando alla battaglia di Dorylaeum, dove i Normanni riportarono una netta vittoria sull'esercito turco, Stefano Enrico arrivò ad Antiochia, nell'ottobre del 1097. L'assedio della città fu completato solo verso aprile del 1098, ma, a maggio, durante l'assedio di Antiochia, quando i crociati temettero a loro volta di essere circondati attorno alla città dall'armata di Kerboga. Stefano Enrico (secondo Alberto di Aquisgrana avrebbe abbandonato l'assedio perché malato) ma il giudizio degli storici è che - pensando all'inutilità dell'assedio e a una probabile sconfitta - Stefano avesse deciso di tornare in patria, per ironia proprio il giorno prima della presa di Antiochia da parte di Boemondo, grazie al tradimento di un alto ufficiale armeno delle guardia dell'Atabeg Yaghi-Siyan. Sulla via del ritorno, Stefano Enrico incontrò il basileus di Costantinopoli, Alessio I Comneno che arrivava in soccorso con le sue truppe e gli riferì che la situazione era disperata, convincendolo a tornarsene a Costantinopoli. I crociati di Antiochia, il 28 giugno, invece sconfissero le forze musulmana di Antiochia ma i crociati, credendo che Alessio li avesse abbandonati, considerarono i Bizantini traditori e totalmente inaffidabili e i loro giuramenti  vassallatici fatti al loro arrivo a Costantinopoli all'Imperatore invalidati.

### La crociata del 1101
Poiché Stefano era tornato a casa senza adempiere il suo voto, fu spinto dalla moglie Adele ad unirsi alla crociata del 1101 (Alberto di Aquisgrana dice che lo fece per fare penitenza), riuscendo ad arrivare a Gerusalemme prima ma, secondo lo storico britannico e noto medievalista e bizantinista, Steven Runciman, Stefano Enrico, raggiunse prima Costantinopoli, dove si unì al conte di Saint-Gilles e marchese di Gotia, conte di Tolosa, marchese di Provenza, che era stato uno dei baroni della prima crociata (crociata dei baroni) e futuro conte di Tripoli, Raimondo di Saint-Gilles. Insieme, dopo aver strappato Ankara (Ancyra) ai Selgiuchidi, furono però sconfitti a Mersivan, nell'anatolica Paflagonia, e solo dopo essere tornato a Costantinopoli, Stefano Enrico avrebbe raggiunto Gerusalemme, all'inizio del 1102; questa volta, anziché ritornare ai suoi domini in quanto aveva ottemperato al suo voto, preferì restare a difendere la città dagli attacchi del visir egiziano Al-Afdal Shahanshah al neonato regno di Gerusalemme; secondo Alberto di Aquisgrana, assieme ad altri nobili cavalieri celebrò la Pasqua assieme a re Baldovino, e, a maggio, fu al fianco di Baldovino nella seconda battaglia di Ramla; Stefano Enrico fu catturato e decapitato nella seconda battaglia di Ramla del maggio 1102, dopo essere stato assediato nella torre della città. La Chronique de Robert de Torigni, abbé du Mont-Saint-Michel riporta la morte di Stefano Enrico nel mese di luglio (102 XV Kal Aug), mentre tutti i necrologi riportano la data del 19 maggio.
Alla notizia della sua morte, secondo Orderico Vitale, nella contea di Blois gli succedette il figlio maschio secondogenito, ancora minorenne, Tebaldo, mentre la contea di Meaux, andò al fratellastro, Ugo.
Sono giunte fino a noi due lettere che Stefano indirizzò ad Adele durante il viaggio per la Terrasanta e che contengono una descrizione di prima mano degli eventi.

## Matrimonio e discendenza
Stefano Enrico aveva sposato Adele d'Inghilterra, che, sia secondo il monaco e cronista normanno Guglielmo di Jumièges, autore della sua Historiæ Normannorum Scriptores Antiqui, che secondo il cronista e monaco benedettino dell'abbazia di Malmesbury, nel Wiltshire (Wessex), Guglielmo di Malmesbury e il monaco e cronista inglese, Orderico Vitale, ed ancora il cronista e monaco benedettino inglese, Matteo di Parigi, era figlia del duca di Normandia e re d'Inghilterra, Guglielmo il Conquistatore, e di Matilde delle Fiandre (1032 - 1083), che, secondo la Genealogica Comitum Flandriæ Bertiniana, era figlia di Baldovino V, conte delle Fiandre, e della sorella del re di Francia, Enrico I, Adele di Francia, che secondo la Genealogiæ Scriptoris Fusniacensis era figlia del re di Francia, Roberto II, detto il Pio.
Stefano Enrico da Adele ebbe undici figli:
- Guglielmo[14]. (circa 1090-1150), che Orderico Vitale definì uomo buono e pacifico[48], era genero ed erede di Gilles di Sully[48] (infatti aveva sposato Agnese di Sully[49]) ed ebbe discendenza[48]; di capacità intellettiva ritardata e balbuziente, la madre lo diseredò[49];
- Agnese (? - dopo il 1129), sposò il visconte di Chartres Ugo signore di Puiset[50];
- Tebaldo il Grande[14] (1093-1151), conte di Blois (col nome di Tebaldo IV) e conte di Champagne (col nome di Tebaldo II);
- Stefano[14] (1097-1154), re d'Inghilterra;
- Oddone (? - dopo il 1106), morto giovane. Morì il giorno di Natale[51];
- Enrico[14] (circa 1098-1171), prima monaco a Cluny, poi abate di Glastonbury e infine vescovo di Winchester e legato papale per l'Inghilterra;
- Lucia-Mahaut o Matilde (?-1120), che sposò nel 1115 il 2º conte di Chester, Riccardo d'Avranches (1094-1120); entrambi morirono nel naufragio della nave Bianca, il 25 novembre 1120[52];
- Adelaide, chiamata Lithuise, sposò, in seconde nozze, nel 1112, Milone il Grande, signore di Montlhéry; divorziarono nel 1113[53];
- Eleonora (? - dopo il 1148), che sposò verso il 1120 Raul I di Vermandois[34], che in seguito, nel 1142, la ripudiò per sposare Petronilla d'Aquitania. Suo fratello Tebaldo il Grande fece guerra all'Aquitania per onorare la sorella, questa finì nel 1144 con la sconfitta di Tebaldo;
- Alice di Blois (?-1145) sposò Rinaldo III conte di Joigny;
- Filippo (?-1100), vescovo di Châlons-sur-Marne.

Da un'amante di cui non si conoscono né il nome né gli ascendenti ebbe una figlia illegittima:
- Emma, che andò sposa a Herbert of Winchester, cancelliere e tesoriere del re, dal quale ebbe Guglielmo di York, futuro arcivescovo di York e santo[54].

## Nella letteratura
Stefano Enrico appare come personaggio letterario nella Gerusalemme liberata.

## Ascendenza
|                       |                   |                         | Genitori                |  |  | Nonni |  |  | Bisnonni          |  |  | Trisnonni          |  |
|                       |                   |                         |                         |  |  |       |  |  | Oddone I di Blois |  |  | Tebaldo I di Blois |  |
|                       |                   |                         |                         |  |  |       |  |  | Oddone I di Blois |  |  | Tebaldo I di Blois |  |
|                       |                   | Liutgarda di Vermandois |                         |  |  |       |  |  | Oddone I di Blois |  |  |                    |  |
| Oddone II di Blois    |                   |                         |                         |  |  |       |  |  | Oddone I di Blois |  |  |                    |  |
|                       |                   | Berta di Borgogna       | Corrado III di Borgogna |  |  |       |  |  |                   |  |  |                    |  |
|                       |                   | Berta di Borgogna       | Corrado III di Borgogna |  |  |       |  |  |                   |  |  |                    |  |
|                       |                   | Berta di Borgogna       | Matilde di Francia      |  |  |       |  |  |                   |  |  |                    |  |
| Tebaldo III di Blois  |                   | Berta di Borgogna       |                         |  |  |       |  |  |                   |  |  |                    |  |
|                       |                   | Guglielmo IV d'Alvernia | Roberto II di Clermont  |  |  |       |  |  |                   |  |  |                    |  |
|                       |                   | Guglielmo IV d'Alvernia | Roberto II di Clermont  |  |  |       |  |  |                   |  |  |                    |  |
|                       |                   | Guglielmo IV d'Alvernia | Engelberga              |  |  |       |  |  |                   |  |  |                    |  |
| Ermengarda d'Alvernia |                   | Guglielmo IV d'Alvernia |                         |  |  |       |  |  |                   |  |  |                    |  |
|                       |                   | Umberga                 | …                       |  |  |       |  |  |                   |  |  |                    |  |
|                       |                   | Umberga                 | …                       |  |  |       |  |  |                   |  |  |                    |  |
|                       |                   | Umberga                 | …                       |  |  |       |  |  |                   |  |  |                    |  |
| Stefano II di Blois   |                   | Umberga                 |                         |  |  |       |  |  |                   |  |  |                    |  |
|                       | Ugo III del Maine | Ugo II del Maine        |                         |  |  |       |  |  |                   |  |  |                    |  |
|                       | Ugo III del Maine | Ugo II del Maine        |                         |  |  |       |  |  |                   |  |  |                    |  |
|                       | Ugo III del Maine | …                       |                         |  |  |       |  |  |                   |  |  |                    |  |
| Eriberto I del Maine  | Ugo III del Maine |                         |                         |  |  |       |  |  |                   |  |  |                    |  |
|                       |                   | …                       | …                       |  |  |       |  |  |                   |  |  |                    |  |
|                       |                   | …                       | …                       |  |  |       |  |  |                   |  |  |                    |  |
|                       |                   | …                       | …                       |  |  |       |  |  |                   |  |  |                    |  |
| Gersenda del Maine    |                   | …                       |                         |  |  |       |  |  |                   |  |  |                    |  |
|                       |                   | …                       | …                       |  |  |       |  |  |                   |  |  |                    |  |
|                       |                   | …                       | …                       |  |  |       |  |  |                   |  |  |                    |  |
|                       |                   | …                       | …                       |  |  |       |  |  |                   |  |  |                    |  |
| …                     |                   | …                       |                         |  |  |       |  |  |                   |  |  |                    |  |
|                       |                   | …                       | …                       |  |  |       |  |  |                   |  |  |                    |  |
|                       |                   | …                       | …                       |  |  |       |  |  |                   |  |  |                    |  |
|                       |                   | …                       | …                       |  |  |       |  |  |                   |  |  |                    |  |
|                       |                   | …                       |                         |  |  |       |  |  |                   |  |  |                    |  |